# Bob Wanner
Bob Wanner (né le 25 avril 1949) est un homme politique canadien, président de l'Assemblée législative de l'Alberta de 2015 à 2019.
De 2015 à 2019, il représente la circonscription de Medicine Hat en tant qu'un membre du Nouveau Parti démocratique de l'Alberta à l'Assemblée législative de l'Alberta.